# Elsa Peretti
Elsa Peretti (Firenze, 1º maggio 1940 – Sant Martí Vell, 18 marzo 2021) è stata una designer e filantropa italiana.
Disegnò diversi gioielli per Tiffany & Co., inclusi nella collezione del XX secolo del British Museum, del Museum of Fine Arts di Boston e nel Museum of Fine Arts di Houston. Nel 1974 la Peretti, modella di Halston, Helmut Newton e Francesco Scavullo, giunse a Tiffany con i suoi moderni pezzi di gioielleria. Il libro di John Lorning, Tiffany Style - 170 Years of Design, dedicò 18 pagine di immagini di suoi gioielli. Fu in gran parte responsabile del restauro del villaggio di Sant Martí Vell in Catalogna. Attraverso le sue fondazioni, sostenne un'ampia varietà di cause culturali, sociali e artistiche.

## Biografia
Era la figlia minore di Ferdinando Peretti e Maria Luisa Pighini. Suo padre fondò l'Anonima petroli italiana (API), una compagnia petrolifera italiana, nel 1933. Venne allontanata dalla sua famiglia conservatrice per gran parte della sua vita.
Elsa Peretti studiò a Roma e in Svizzera. Inizialmente si guadagnava da vivere insegnando italiano e lavorando come maestra di sci nel villaggio di montagna della Svizzera tedesca di Gstaad. Nel 1963 si trasferì a Milano per conseguire una laurea in design di interni e lavorare per l'architetto Dado Torrigiani.

### Carriera
Nel 1964 divenne indossatrice di moda e lavorò a Barcellona. Nel 1968 si trasferì a New York su consiglio dell'agenzia Wilhelmina Models. Nei primi anni 1970, assieme a Karen Bjornson, Anjelica Huston, Alva Chinn, Pat Cleveland e Pat Ast, tra le altre, divenne una delle indossatrici di Halston, soprannominate "Halstonettes". Sfilò per stilisti come Charles James e Issey Miyake.
Durante la fine degli anni 1970 la Peretti era una frequentatrice abituale di Studio 54, insieme allo stilista Halston, Andy Warhol e Liza Minnelli.
Secondo Halston, "Elsa aveva stile: faceva suo il vestito che stava disegnando." La fotografia di Helmut Newton, "Elsa Peretti in Bunny Costume", è considerata un'immagine duratura degli anni 1970.
Nel 2019 era stata intervistata nel documentario Halston (della CNN), ricordando i suoi anni di lavoro, feste e amicizie con i designer.
Nel 1969 iniziò a creare nuovi stili di gioielli per una manciata di stilisti a Manhattan. Il suo primo progetto era un oggetto gemma di cinque centimetri in argento sterling, applicato su un perizoma di cuoio, ispirato a una scoperta fatta in un mercato delle pulci. Indossato da una delle modelle di Giorgio di Sant'Angelo, fu un grande successo. Nel 1971 disegnava gioielli per Halston. Continuò a usare l'argento, che passò dall'essere "comune" ad essere una scelta popolare per Liza Minnelli e altre. Pezzi come Bone Cuff incorporavano forme biologiche, con apprezzamento del corpo umano e come per colmare un divario tra costume e gioielli seri.

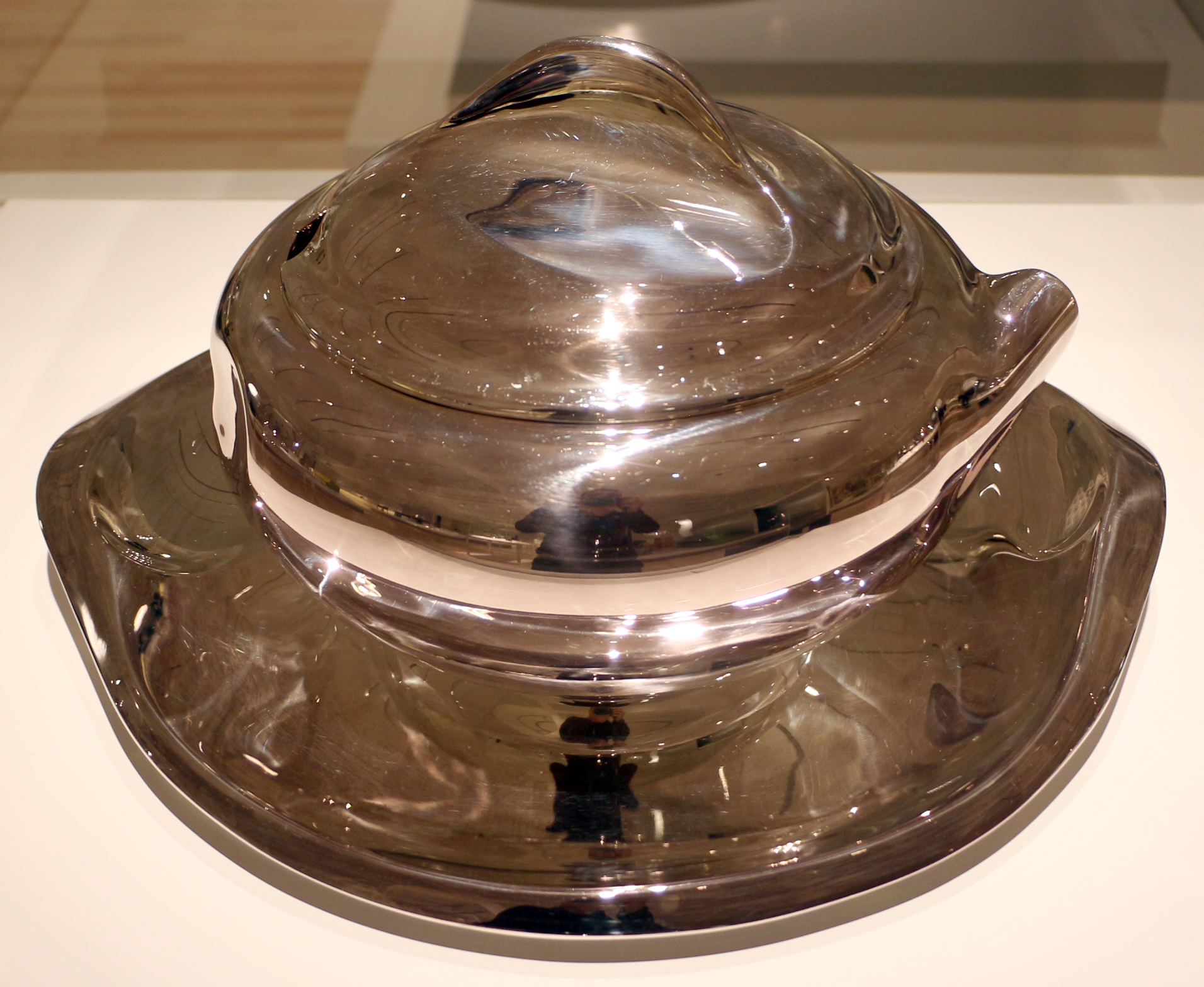
Elsa Peretti, ciotola con coperchio e vassoio, in argento sterling, per Tiffany & Co., 1984

Quando entrò a far parte di Tiffany & Co. come designer indipendente, aveva ricevuto il Coty Award nel 1971, ed era apparsa per la prima volta sulla rivista Vogue. 
Nel 1972 Bloomingdale's, uno dei principali negozi per lo shopping di New York, aprì una boutique dedicata alla Peretti. Nel 1974, firmò un contratto con Tiffany & Co per disegnare gioielli in argento e, dal 1979, fu la più importante creatrice per Tiffany. I suoi pezzi in argento erano considerati "divertenti" e attiravano una clientela più giovane. La Peretti disegnò anche oggetti di argenteria per Tiffany, ma solo dopo aver raggiunto un solido seguito con i suoi gioielli.
Nell'arco della sua carriera la Peretti disegnò più di trenta collezioni per Tiffany. Per questo, viaggiò in Giappone, Cina ed Europa e attinse dal lavoro degli artigiani locali nella creazione di collezioni classiche come Bean, Open Heart, Mesh, Bone e Zodiac. Oltre all'argento sterling, in parte dei suoi oggetti utilizzò anche materiali come giada, lacca e rattan. 
Nel 2012, Tiffany e Peretti prorogarono il loro accordo per altri 20 anni.
Nel 2015, gli oggetti del marchio Elsa Peretti rappresentavano l'8% delle vendite di Tiffany.
Le sue opere sono state descritte come "rivoluzionarie", "senza tempo, distinte e moderne".

### Trasferimento in Catalogna
Nel 1968, la Peretti acquistò una casa nel villaggio, in gran parte decrepito, di Sant Martí Vell in Catalogna. Nei dieci anni successivi fece restaurare la casa, spesso vivendo in condizioni difficili durante i lavori. Negli anni 1980, la casa giallo senape era il suo rifugio e la sua dimora preferita. Pezzi come la sua collana di scorpioni, ora al British Museum, sono stati ispirati dalla flora e dalla fauna di Sant Martí Vell.
Da quel momento in poi la Peretti si adoperò per restaurare parti del borgo circostante, acquistando nuovi edifici e ristrutturandoli. Nel 2017, metà del villaggio era stata ricostruita. 
I suoi progetti riguardarono la ristrutturazione degli interni della Església de Sant Martí Vell, la chiesa parrocchiale di Sant Martí Vell nel 2012-2013. Il sito ha una lunga storia, che comprende un insediamento romano nel II secolo, una zona medievale, un tempio romanico dell'XI-XII secolo e la costruzione di un edificio in stile tardo gotico alla fine del 1500. Il lavoro svolto ha compreso lo scavo di resti archeologici risalenti ad un insediamento romano e la rifinitura di una tomba sepolcrale, nonché il restauro di elementi esistenti e la sistemazione di nuovi.
 
La Peretti ha anche finanziato la gestione dei documenti storici cinquecenteschi della città, la conservazione dell'archivio fotografico di Oriol Maspons e la conservazione della città romana di Empúries.
Ha impiantato un vigneto a Sant Martí, mettendo a dimora Ca l'Elsa nel 2004 e Can Nobas nel 2007. La cantina stessa è stata completata nel 2008 e i vini pregiati sono commercializzati con l'etichetta Eccocivi, che significa "Eccoci a fare vino".
Ha inoltre fornito un grande sostegno ad iniziative culturali, scientifiche, umanitarie, educative e per i diritti umani.
Gran parte di questo lavoro è stato sostenuto attraverso la sua fondazione (vedi sotto). Ha promosso le arti visive e ha favorito il consolidamento, la protezione e la diffusione del patrimonio storico, artistico, culturale, architettonico e artigianale della Catalogna. Ha incoraggiato persone come il chitarrista Michael Laucke e il pittore-scultore Robert Llimós a fare uso di San Marti Vell.
Nel 2013 divenne la prima persona non catalana ad essere insignita del premio del National Council for Culture and the Arts (CoNCA).

### Filantropia
Nel 2000 creò una fondazione in onore di suo padre, chiamata Nando Peretti Foundation (NPF). La fondazione ha elargito circa 42 milioni di euro per la realizzazione di 852 progetti in tutto il mondo in 15 anni. Dal 2015, è stata rinominata Nando and Elsa Peretti Foundation (NaEPF).
Inizialmente la fondazione ha una duplice attenzione, sull'ambiente e la conservazione della fauna selvatica, e sui programmi umanitari, in particolare quelli che mirano a contrastare la povertà. Nel tempo l'ambito di intervento si è ampliato per supportare un'ampia gamma di progetti per "la promozione dei diritti umani e civili, con un'enfasi particolare sul diritto all'istruzione, i diritti dei bambini e i diritti e la dignità delle donne". La NaEPF sollecita proposte a livello internazionale e sostiene richieste provenienti da tutto il mondo. Queste includono iniziative a favore di persone non rappresentate e minoranze oppresse, in difesa del loro diritto di esistere e di preservare la propria cultura. La NaEPF sostiene progetti di ricerca medica e scientifica per promuovere la salute fisica e mentale, nonché interventi specifici tra cui la costruzione di ospedali e altre strutture sanitarie. Ha finanziato campagne di sensibilizzazione pubblica per la conservazione della fauna selvatica e la protezione ambientale. Promuove anche la cultura e le arti.

### Morte
Elsa Peretti è morta in Spagna il 18 marzo 2021 all'età di 80 anni.

## Vita privata
Nel 1970 fu romanticamente coinvolta con il fotografo Helmut Newton.

## Premi e riconoscimenti

### Premi
- American Fashion Critics Coty Award, 1971
- President's Fellow award, Rhode Island School of Design, 1981
- The Spirit of Achievement Award from the Albert Einstein College, 1982
- Premio Fashion Group "Night of the Stars", 1986
- Premio Cultured Pearl Industry, 1987
- Council of Fashion Designers of America's Accessories Designer of the Year, 1996
- Elsa Peretti Professorship In Jewelry Design, nel 2001[28][29]
- 2013: The National Prize of Culture by the Catalan Government (che viene assegnato ogni anno a persone o organizzazioni che si sono distinte per il loro eccezionale contributo nelle rispettive aree culturali )[30]
- 2015: Guardó JORGC (Col·legi Oficial de Joiers, d'Orfebres, de Rellotgers i de Gemmòlegs de Catalunya) in riconoscimento dell'attività globale[31]

### Onorificenze
- Grande Ufficiale, all'Ordine al merito della Repubblica italiana (Ordine al merito della Repubblica Italiana)[32]
- Grande croce al Merito Melitense (Ordine di Malta)[33]
- Membro onorario del Circolo di San Pietro[34]

### Collezioni permanenti
- British Museum:[35](EN) British Museum – Peretti, su britishmuseum.org. URL consultato l'8 gennaio 2016.[36]
- Indianapolis Museum of Art, Indiana[37]
- Museum of Fine Arts di Boston, Massachusetts[38]
- Museum of Fine Arts di Houston, Texas[39]

### Mostre
- Fifteen of My Fifty with Tiffany, Fashion Institute of Technology, New York, 1990
- Retrospettiva, Tiffany's stores worldwide, 2001
- British Museum: mostra in Room 2 di Peretti designed jewellery, accessories and tableware from Tiffany & Co., 2009